# John Tinniswood
John Alfred Tinniswood, né le 26 août 1912 à Liverpool (Royaume-Uni) et mort le 25 novembre 2024, est un supercentenaire britannique qui, à l'âge de 112 ans et 91 jours, était reconnu comme l'homme le plus vieux du monde du 29 juin 2024,au 25 novembre 2024.

## Biographie
John Alfred Tinniswood est né le 26 août 1912 à Liverpool, en Angleterre.
Pendant la Seconde Guerre mondiale, il ne peut s'engager comme soldat en raison de sa mauvaise vue et occupe donc un poste administratif au sein du Royal Army Pay Corps en tant que comptable et auditeur. Il participe également à des tâches logistiques, telles que la localisation des soldats bloqués et l'organisation de l'approvisionnement en nourriture. Il rencontre sa femme, Blodwen (née Roberts), lors d'un bal pendant la guerre. Ils se marient en 1942 et leur fille unique, Susan, naît l'année suivante. Après la guerre, Tinniswood travaille comme comptable pour Royal Mail, Shell et BP, avant de prendre sa retraite en 1972. Sa femme Blodwen meurt en 1986, après 44 ans de mariage.

## Retraite
À la fin de sa vie, Tinniswood déménage dans une maison de soins à Southport, dans le Merseyside.
Son 110e anniversaire, en août 2022, est accompagné d'un spectacle musical à sa résidence, et il reçoit également une horloge rendant hommage au Liverpool F.C., dont il est un fervent supporter.

## Longévité
Tinniswood devient l'homme britannique le plus âgé le 25 septembre 2020, à la mort de Harry Fransman, âgé de 108 ans. Le 4 avril 2024, deux jours après la mort de Juan Vicente Pérez, âgé de 114 ans, il est reconnu par le Guinness World Records comme l'homme le plus âgé du monde. Cependant, il est par la suite prouvé que le Chinois Shi Ping et le Français Georges Thomas étaient plus âgés que John Tinniswood. À la mort de Shi Ping, John Tinniswood devient officiellement le nouveau doyen masculin de l'humanité.
Tinniswood attribue sa longévité à son mode de vie sans excès et à sa consommation régulière de fish and chips, mais également à une grande part de chance,.